# ويليام هوبكينز (سياسي)
ويليام هوبكينز هو سياسي كندي، ولد في 1 مارس 1864، وتوفي في 11 يناير 1935.